# VK Podstrana
Vaterpolo klub "Podstrana" (VK Podstrana; Podstrana) je muški vaterpolski klub iz Podstrane, Splitsko-dalmatinska županija. 
 
Sjedište kluba je na adresi Mile Gojsalića 26, Podstrana. 

## O klubu
VK "Podstrana" je osnovan 2016. godine, te se natječe u 3. HVL - skupina Split, te na raznim amaterskim turnirima.

## Unutrašnje poveznice
- Podstrana

## Vanjske poveznice
- VK Podstrana, facebook stranica
- hvs.hr, Podstrana  Arhivirana inačica izvorne stranice od 8. studenoga 2018. (Wayback Machine)